# 1302 en santé et médecine
| Années de la santé et de la médecine : 1299 - 1300 - 1301 - 1302 - 1303 - 1304 - 1305    |
| Décennies de la santé et de la médecine : 1270 - 1280 - 1290 - 1300 - 1310 - 1320 - 1330 |

Cet article présente les faits marquants de l'année 1302 en santé et médecine.

## Événements
- Autorisé par la bulle donnée par Boniface VIII en 1300, Bartolomeo da Varignana pratique une autopsie à Bologne, « la première qui nous soit connue[1] ».
- Fondation de l'hôpital du Saint-Esprit à Uppsala en Suède[2].
- À Venise, d'après Nicolas Doglioni[3], toute prostituée qui a communiqué à quelqu'un le « vermocane[4] » est condamnée à une amende d'une lire[5].
- Fondation d'un petit hôpital à Bilina en Bohême par les chevaliers teutoniques[6].

## Personnalités
- Fl. Bernard Martin[7], médecin de Jacques II, roi d'Aragon.
- Fl. Guiot[7] et Henriet[7], barbiers de Jean II, duc de Bretagne.
- Fl. Jean[7] et Robinet[8], barbiers de Robert II, comte d'Artois, et Jean[7], médecin du même.
- 1293-1302 : fl. Guillaume de Saint-Domnin[7], médecin de Charles II, roi de Naples, et Renaud[8], barbier de Robert d'Artois.
- 1302-1342 : fl. Jean Bononiensis[7], bachelier de Montpellier, auteur d'un Tractatus de regimine sanitatis, régime de santé dédié à un roi de Hongrie, probablement Charles Ier Robert.

## Naissance
- 1302 ou 1303 : Jean Dupin (mort en 1372), moine de l'abbaye de Vaucelles près Cambrai, théologien, orateur et poète ; également médecin, d'après La Croix du Maine, bien que les ouvrages qu'on lui attribue n'aient aucun rapport avec la médecine, et pas plus le Livre de Mandevie que les autres[9],[10],[11].